# Dundee Rockets
Die Dundee Rockets waren ein Eishockeyclub der Stadt Dundee in Schottland. Die Rockets spielten von 1982 bis 1987 in der British Hockey League.  

## Geschichte
Die Dundee Rockets wurden 1963 gegründet. Die Rockets spielten zunächst in der Northern League, deren Meistertitel sie in den Jahren 1973 und 1982 jeweils gewannen. Von 1982 bis zu ihrer Auflösung 1987 spielte die Mannschaft in der Premier Division der British Hockey League, der damals höchsten britischen Eishockeyspielklasse, deren Meistertitel sie in der Saison 1983/84 gewannen. Im Jahr 1983 gewannen sie zudem den Autumn Cup.
Erst im Jahr 2001 nahm mit den Dundee Stars wieder ein professioneller Eishockeyclub in der Stadt den Spielbetrieb auf.

## Bekannte ehemalige Spieler
- Glen Sharpley
- Garry Unger